# 鳥人
鳥人（ちょうじん）、もしくはタンガタ・マヌは、イースター島の伝説に登場する、鳥とヒトの属性を併せ持つ存在、もしくは名誉称号のことである。
イースター島以外の神話伝説にも、ハーピーやガルーダなど鳥と人間の特徴を持つ例は数多いが、鳥人とは呼ばれず、固有の名で呼ばれる。本項ではイースター島の伝承について述べる。
イースター島にはモアイのほか、謎めいた岩面彫刻（ペトログリフ）もあり、その代表的なものが鳥人である。また、この島ではかつて鳥人を選ぶ祭りが行われた。現在は行われていない。

## 石刻の鳥人
イースター島のオロンゴ(en)の岸壁には、様々な石堀像が描かれ、神話伝説を表すものともされる。そこに見られる特異な像が鳥人とされるものである。これは、頭は丸くて小さく、そこに嘴が着いているが、体には裸の人間と同じで手足がある、というものである。嘴はかなり長くて、先端は下向きに曲がっている。ただし体がより鳥の形に近く描かれたものもある。彫像として作られたものでは、嘴の先端は下向きに尖って作られるが、石彫像ではあまり尖っていないように描かれている。これらの絵は、下記のマケマケとそれを先導する鳥を描いたともいわれる。

## 鳥人の祭儀

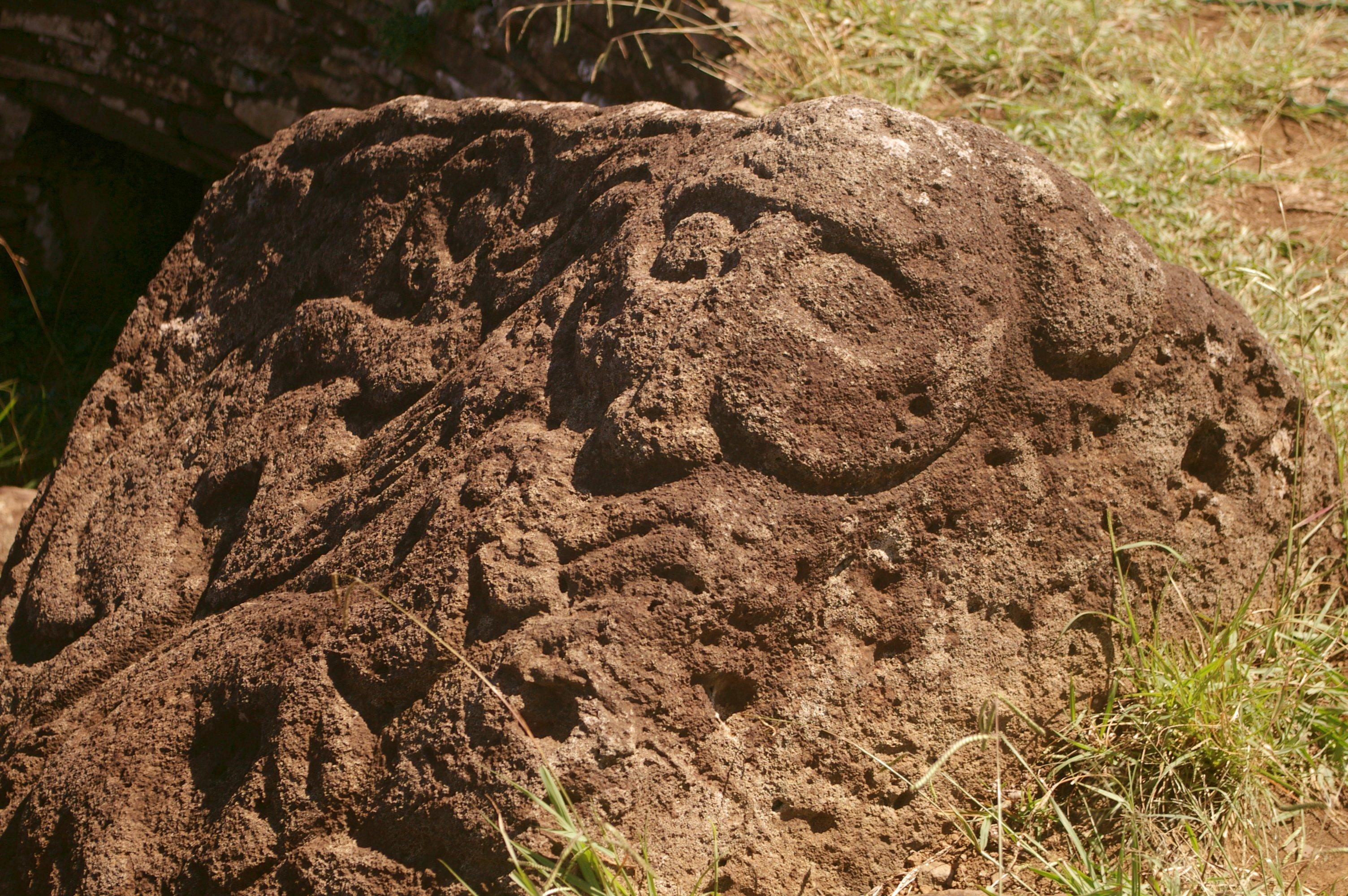
オロンゴに彫られたマケマケの像

当初、イースター島ではモアイ崇拝が行なわれていたが、1500年ごろ、イースター島において人口過剰、資源枯渇、食糧不足が発生したことによりモアイ倒しが始まり、内戦が散発的ながら発生することになった。このため、モアイ崇拝は廃れることになり、古い神であるマケマケの信仰とタンガタ・マヌの儀礼が行なわれるようになった。
かつて行われた鳥人の祭儀（鳥人儀礼とも）は、この島に複数あった部族から、その年の支配者を選ぶものであった。これは、神話上のこの島の人間の祖であるマケマケが鳥に導かれてこの島に来たことに基づいていたとされる。1866年まで行われたが、白人が支配権を持ったことで、実質的な意味を失い、行われなくなった。
伝承によると、マケマケはグンカンドリに導かれてこの島にたどり着き、その際に後のこの島の人々がこの鳥を殺さないように定め、鳥の繁殖の場としてオロンゴの絶壁の下の小島を指定した。

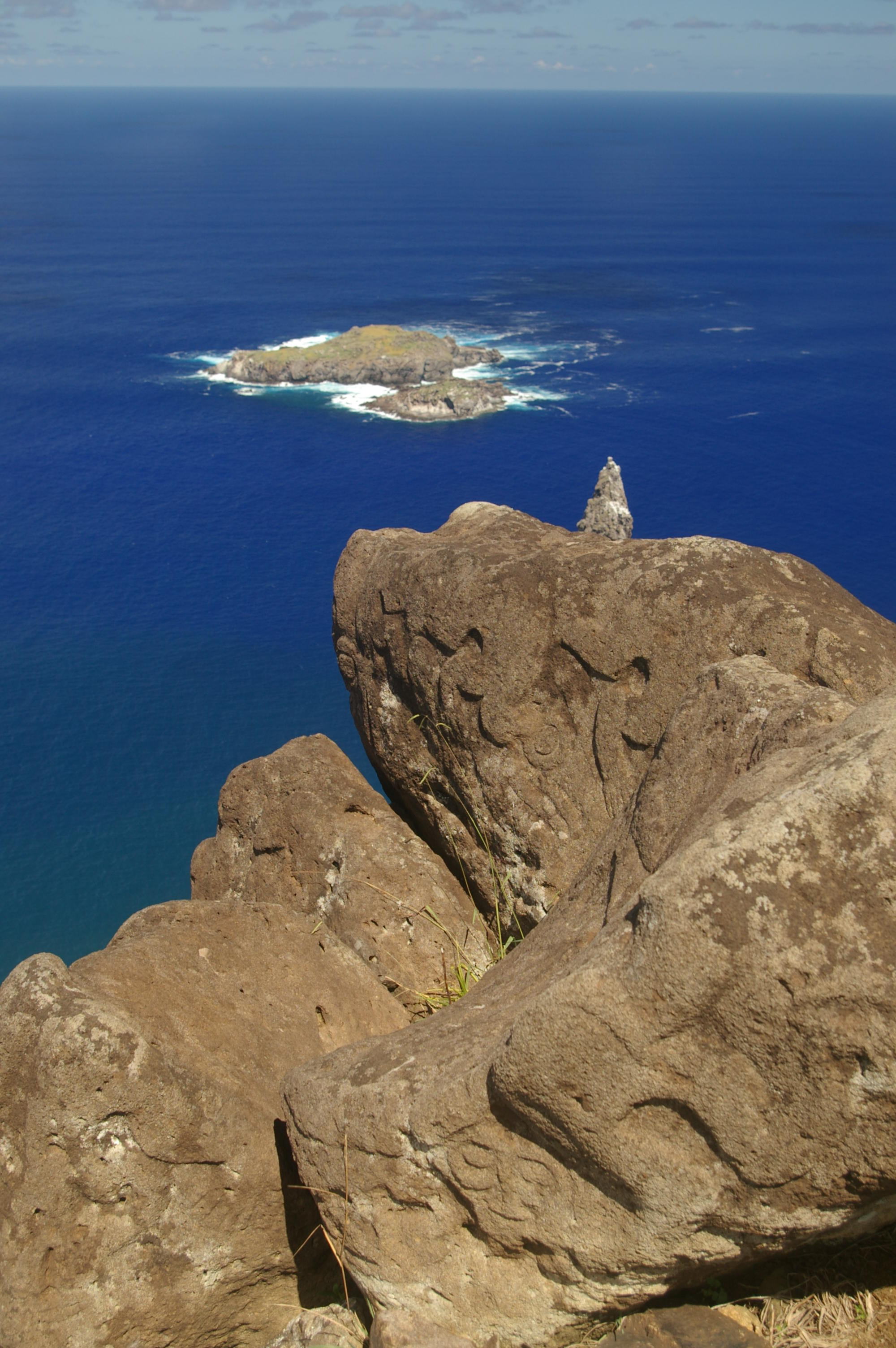
オロンゴに彫られた背中を丸めて卵を掲げる鳥人の像

これらの島においてグンカンドリは南半球の春である9月から10月までに卵を産むが、この卵をいち早くオロンゴ岬へ持ち帰ったものがその年の鳥人となった。
祭事はグンカンドリの最初の卵を確保するところから始まった。7月には島内の各氏族の首長や代表、その従者たちが休火山の麓の集会場に集まり、儀式を行ったという。その後、断崖の下まで降り、フトイで作られた浮きに少量の食物を持ち、対岸の小島に泳ぎわたる。島に渡ったもの達は、そこで鳥が卵を産むのを待ち、最初の卵を発見したものが新たな鳥人となる。彼が再び海を渡って戻ると、卵が奉納され、彼は身支度を調えて改めて卵を受け取り、それから一年を特別にしつらえられた小屋で過ごしたという。その間、すべての食事は島の全住民が提供したと伝えられる。
この鳥人として選ばれた人の所属する村のマタ・トア（戦士）の長がタンガタ・マヌの称号を得る事になり、1年限定の王としてイースター島に君臨することになっていた。
なお、オロンゴ岬には鳥人儀礼用の岩屋が数多く存在しており、周辺にはマケマケや鳥人の像が150個以上、浮彫されている。

## 他の文化との関連性
ノルウェーの学者トール・ヘイエルダールはこの鳥人をボリビアのティアワナコにある太陽の門に掘られた鳥人と関連付けてイースター島とインカ帝国の関連性を見出そうとしたが、これは様式的に違い現段階では否定されている。
それに対して、ハワイのオアフ島において見られる浮彫はその形式、表現はイースター島と同様なものであり、その他、ソロモン諸島を中心にしたメラネシア全域では鳥が崇拝されていた。その他にも様々な根拠が存在するが、この鳥人の存在はイースター島の人々がヘイエルダールの唱える東からではなく、西から島に至ったとする説の補強材となっている。

## オカルト的展開
イースター島の文化はオカルト的に解釈されたことが多い。これは主としてモアイ像があまりに巨大であり、運んで立てるのが不可能に思われたのが大きいであろう。伝承では像は立ち上がってしかるべき位置まで歩いたといわれ、現在ではこれは道具と人力で立ち上げ、その姿勢のままで運んだと考えるのが普通である。
しかし、これに超自然的な力を想定することが行われた。これに、それらに付随する様々な伝承をあわせて、オカルト的な解釈が行われた例が多い。たとえばモアイを立てたのは耳長族であり、これに短耳族が反乱した、という記述があり、これを短耳族が人類で、長耳族は宇宙からやってきたというような解釈である。そういう中で、鳥人もまた宇宙人であるという解釈が取られた事もある。
これに派生して、石森章太郎の漫画作品（「番長惑星」など）で鳥人が悪の宇宙人として登場した例もある。